# Station Abikocho
 Station Abikochō (我孫子町駅,  Abikochō-eki) is een spoorwegstation in de wijk Sumiyoshi-ku in de Japanse stad Osaka. Het wordt aangedaan door de Hanwa-lijn. Het station heeft twee sporen, gelegen aan twee zijperrons.

## Treindienst

### JR West
| 1 | ■ Hanwa-lijn | richting Ōtori, Hineno en Wakayama |
| 2 | ■ Hanwa-lijn | richting Tennōji en Ōsaka          |

## Geschiedenis
Het station werd in 1930 geopend als de stopplaats  Abiko-Kannon-Mae. In 1944 kreeg het de huidige naam. In 1970, 2004 en 2006 werd het station verbouwd.

## Overig openbaar vervoer
Bussen 63 en 66

## Stationsomgeving
- Hanwa-ziekenhuis
- Tweede Hanwa-ziekenhuis
- Abiko-ziekenhuis
- Uniqlo
- Super Tamade  (supermarkt)
- Abikochō-winkelpassage
- Lawson
- 7-Eleven
- FamilyMart